# 17e étape du Tour d'Italie 2012
La 17e étape du Tour d'Italie 2012 s'est déroulée le mercredi 23 mai 2012, entre les villes de Falzes et Cortina d'Ampezzo sur 186 km.

## Déroulement de la course
L'étape aura été marqué par les défaillances de Roman Kreuziger (Astana) et de Sandy Casar (FDJ-BigMat) qui figuraient tous deux dans les 10 premiers du classement général avant l'étape et en ont été éjectés, perdant du même coup tout espoir de victoire au classement général final.

## Classement de l'étape
|    | Coureur            | Pays     | Équipe              |    | Temps           |
| -- | ------------------ | -------- | ------------------- | -- | --------------- |
| 1  | Joaquim Rodríguez  | Espagne  | Katusha             | en | 5 h 24 min 42 s |
| 2  | Ivan Basso         | Italie   | Liquigas-Cannondale | +  | 0 s             |
| 3  | Ryder Hesjedal     | Canada   | Garmin-Barracuda    |    | 0 s             |
| 4  | Rigoberto Urán     | Colombie | Sky                 |    | 0 s             |
| 5  | Michele Scarponi   | Italie   | Lampre-ISD          |    | 0 s             |
| 6  | Domenico Pozzovivo | Italie   | Colnago-CSF Inox    |    | 2 s             |
| 7  | Beñat Intxausti    | Espagne  | Movistar            |    | 1 min 22 s      |
| 8  | Daniel Moreno      | Espagne  | Katusha             |    | 1 min 22 s      |
| 9  | Thomas De Gendt    | Belgique | Vacansoleil-DCM     |    | 1 min 22 s      |
| 10 | Johann Tschopp     | Suisse   | BMC Racing          |    | 1 min 22 s      |

## Classement général
|    | Coureur            | Pays     | Équipe              |    | Temps            |
| -- | ------------------ | -------- | ------------------- | -- | ---------------- |
| 1  | Joaquim Rodríguez  | Espagne  | Katusha             | en | 74 h 46 min 46 s |
| 2  | Ryder Hesjedal     | Canada   | Garmin-Barracuda    | +  | 30 s             |
| 3  | Ivan Basso         | Italie   | Liquigas-Cannondale |    | 1 min 22 s       |
| 4  | Michele Scarponi   | Italie   | Lampre-ISD          |    | 1 min 36 s       |
| 5  | Rigoberto Urán     | Colombie | Sky                 |    | 2 min 56 s       |
| 6  | Beñat Intxausti    | Espagne  | Movistar            |    | 3 min 04 s       |
| 7  | Domenico Pozzovivo | Italie   | Colnago-CSF Inox    |    | 3 min 19 s       |
| 8  | Paolo Tiralongo    | Italie   | Astana              |    | 4 min 13 s       |
| 9  | Thomas De Gendt    | Belgique | Vacansoleil-DCM     |    | 4 min 38 s       |
| 10 | Sergio Henao       | Colombie | Sky                 |    | 4 min 42 s       |

## Classements annexes

### Classement par points
|   | Cycliste          | Pays        | Équipe           | Points |
| - | ----------------- | ----------- | ---------------- | ------ |
| 1 | Mark Cavendish    | Royaume-Uni | Sky              | 110    |
| 2 | Joaquim Rodríguez | Espagne     | Katusha          | 109    |
| 3 | Ryder Hesjedal    | Canada      | Garmin-Barracuda | 72     |

### Classement du meilleur grimpeur
|   | Cycliste         | Pays       | Équipe                    | Points |
| - | ---------------- | ---------- | ------------------------- | ------ |
| 1 | Matteo Rabottini | Italie     | Farnese Vini-Selle Italia | 65     |
| 2 | Michał Gołaś     | Pologne    | Omega Pharma-Quick Step   | 34     |
| 3 | Andrey Amador    | Costa Rica | Movistar                  | 28     |

### Classement du meilleur jeune
|   | Cycliste           | Pays     | Équipe           |    | Temps            |
| - | ------------------ | -------- | ---------------- | -- | ---------------- |
| 1 | Rigoberto Urán     | Colombie | Sky              | en | 74 h 49 min 42 s |
| 2 | Sergio Henao       | Colombie | Sky              | +  | 1 min 46 s       |
| 3 | Gianluca Brambilla | Italie   | Colnago-CSF Inox |    | 3 min 33 s       |

### Classement par équipes

#### Classement au temps
|   | Équipe     | Pays       |    | Temps             |
| - | ---------- | ---------- | -- | ----------------- |
| 1 | Movistar   | Espagne    | en | 223 h 11 min 25 s |
| 2 | Lampre-ISD | Italie     | +  | 12 min 04 s       |
| 3 | Astana     | Kazakhstan |    | 29 min 28 s       |

#### Classement aux points
|   | Équipe          | Pays        | Points |
| - | --------------- | ----------- | ------ |
| 1 | Garmin-Barrcuda | États-Unis  | 268    |
| 2 | Sky             | Royaume-Uni | 250    |
| 3 | Katusha         | Russie      | 247    |

## Abandons
- Gaëtan Bille (Lotto-Belisol) : abandon
- Theo Bos (Rabobank) : non-partant
- Daryl Impey (Orica-GreenEDGE) : non-partant
- Peter Kennaugh (Sky) : abandon
- Tomas Vaitkus (Orica-GreenEDGE) : abandon